# ویندرمر
ویندرمر (انگلیسی: Windermere) بزرگترین دریاچه طبیعی در انگلستان است. ویندرمر با طول بیش از ۱۱ مایل (۱۸ کیلومتر)، و تقریباً ۱ مایل (۱٫۵ کیلومتر) عرض، یک دریاچه روبان است که پس از عقب‌نشینی یخ در آغاز دوره میان‌یخچالی کنونی در یک دره نعل اسبی ایجاد شده‌است. این دریاچه، از زمان ورود خط شعبه راه‌آهن کندال و ویندرمر در سال ،۱۸۴۷ یکی از محبوب‌ترین مکان‌های کشور برای تعطیلات و خانه‌های تابستانی بوده‌است. این دریاچه از لحاظ تاریخی بخشی از مرز بین لانکاشایر و وست‌مورلند را تشکیل می‌دهد که اکنون در شهرستان کامبریا و لیک دیستریکت قرار دارد.
در سال ۲۰۱۷، برخی از صحنه‌های فیلم اکشن پیتر خرگوشه (۲۰۱۸) در ویندرمر و امبل ساید فیلمبرداری شد که میراث پیتر خرگوشه به شدت با این منطقه در ارتباط بود. تیلور سوئیفت در ترانه خود با عنوان «دریاچه‌ها» از «قله‌های ویندرمر» و وردزورث نام می‌برد که به عنوان یک قطعه پاداش در آلبوم خود در سال ۲۰۲۰ با عنوان فولکلور قرار دارد.